# 1881 Shao
1881 Shao este un asteroid din centura principală, descoperit pe 3 august 1940 de Karl Reinmuth.